# 湄洲岛
湄洲岛，中華人民共和國福建省莆田市秀嶼區湄洲鎮轄島，位處湄洲湾口，距大陸約3公里，是妈祖的升天地，也是莆田第二大岛。陆地面积14.35平方公里，人口4.05万，下辖11个村，年均气温21℃，海岸线长30.4公里。1998年被辟为福建省对外开放旅游经济区，1992年成为国务院批准创办的国家旅游度假区，2012年被列入国家AAAA级风景名胜区。1953年2月13日，中国人民解放军和中华民国国军曾在湄洲岛发生湄州岛战斗。2019年作为全国智慧生态示范岛，开通5G试验网络。
2021年正式晋升国家5A级旅游景区。

## 概况
湄洲岛有交通、通讯、供水、供电等事关长远发展的公共建設，中高档服务接待设施10多项，绿化覆盖率45.6%，曾被評為全国绿化百佳县（区）、全国造林绿化先进县（区）和国家AAAA级旅游区。岛上建有湄洲妈祖祖庙。是大陆吸引台胞最多最密集的地区之一，每年来湄洲妈祖祖庙谒祖进香的台胞超过30万人次，拥有“海峡两岸交流基地”“中国华侨国际文化交流基地”等称号。

## 旅游
湄洲岛拥有得天独厚的滨海资源，分布有13处金色沙滩和5公里长的海蚀地貌。

### 鹅尾神石园
鹅尾神石园，位于湄洲岛最南端，因形似鹅尾，岩石奇特而得名。其占地32公顷，海拔65米，与北端举世闻名的妈祖祖庙景区遥相呼应。

### 湄洲妈祖祖庙
湄洲岛是妈祖林默娘的升天地，兴化府莆田湄洲岛湄洲妈祖庙（朝天阁）始建于北宋雍熙四年（987年），是世界上最早的妈祖庙。天圣年间（1023年）开始扩建，明朝永乐年间（1403年-1424年），航海家郑和曾两次奉明成祖聖旨来湄屿主持御祭仪式并扩建庙宇。

### 妈祖影视城
妈祖影视城，位于湄洲岛东环路南海岸，是电视剧《妈祖》的主要拍摄地。